# Thomas Putze
Thomas Putze (* 7. Februar 1968 in Augsburg) ist ein deutscher Bildhauer und Performancekünstler.

## Leben
Putze absolvierte zunächst eine Ausbildung zum Landschaftsgärtner. Von 1990 bis 1991 arbeitete er an Aufbauprojekten in Guatemala mit, ehe er ein Theologiestudium in Wuppertal begann und ab 1995 als freiberuflicher Illustrator und Musiker arbeitete. In dieser Zeit gründete er die Band The Chill. Ab 1997 studierte er an der Freien Kunstschule Stuttgart. 2003 wechselte er an die Staatliche Akademie der Bildenden Künste Stuttgart und studierte Bildhauerei bei Werner Pokorny und Micha Ullman. In den Jahren 2005 und 2006 erhielt er ein Graduiertenstipendium des Landes Baden-Württemberg.
Werke Putzes wurden von der Staatsgalerie Stuttgart, dem Forum Kunst Rottweil und der Sammlung LBBW angekauft.
Putze schafft vor allem Tierskulpturen aus Holz, das er mit der Motorsäge bearbeitet. Über seine Themenwahl schreibt er: Ich vermute, dass meine Schweineskulpturen ohne den Erfahrungshintergrund mit echten Schweinen sowohl im Betrachter als auch in mir wirkungslos wären. Wenn ich mich für Tiere interessiere, tauche ich in den Eindruck von dem wilden Wesen ab, die künstlerische Arbeit ist wie ein Auftauchen in die meist etwas unwirtlichere Realität des Materials und meiner selbst.
In seinen Performances bei Ausstellungen beschreibt Putze seine Gedanken zum Kunstbegriff: … Kunst ist eine der letzten Möglichkeiten, in dieser Gesellschaft noch etwas zu entdecken. – … Weiterentwicklung ist Zerstörung und Neubeginn. – … Das Leben ohne Kunst wäre für mich nur zwei-dimensional.

## Preise
- 1. Preis, Saarpfälzischer Kunstpreis, Bexbach, 2000
- 1. Preis, Kunst am Bau, Friedrich-List-Schule Karlsruhe, 2003
- 2. Preis, Skulpturen im Park, Mörfelden-Walldorf, 2004
- 1. Preis, Kunstpreis der Evangelischen Landeskirche, 2012[3][4]

## Einzelausstellungen (Auswahl)
- Galerieverein Leonberg, 2002
- Kunstverein Wilhelmshöhe, Ettlingen, 2003
- Kulturbahnhof Kassel, 2003
- Debütantenausstellung, Staatliche Akademie der Bildenden Künste Stuttgart, 2004
- Kunstverein Trossingen, 2005
- Kunstverein Oberer Neckar, Horb, 2006
- Kunst im Schloss KISS, Untergröningen, 2007
- Kunsthaus Essen, 2007
- Kunstverein Germersheim, 2008
- E-Werk Freiburg, 2008
- Art Amsterdam, 2008
- Kunstverein Wilhelmshöhe, Ettlingen, 2008
- Kunstverein Oberer Neckar, Horb, „Kunst in der Stadt“, 2008
- Kuratorium Freiburger Schlossberg e.V., „aussichtKUNST“, 2012
- Museum für Gegenwartskunst Novosibirskin Zusammenarbeit mit dem Goetheinstitut, 2013
- Museum Biedermann, Donaueschingen, „Putze dosiert“, 2013
- Kunstmuseum Gelsenkirchen „Höhere und niedere Affen“, 2014
- Kunstverein Xanten, „ex immunitate“, 2016
- Städtische Galerie Fähre, Bad Saulgau, „ArtGenossen. Das Tier und wir“, 2017
- Galerie Tobias Schrade, Ulm, „Promenadenmischung // Skulptur und Zeichnung“, 2017
- Galerie Schlichtenmaier, Stuttgart, „Mitspieler“, 2018
- Kunstverein Ludwigsburg, 2018

## Kunstaktionen (Auswahl)
- 16. April 2008: Thomas Putze rockt im Hasenstall und Kunst ist.  (diverse Videos)[5]
- 10. Februar 2009: Performance „HAP Grieshaber gewidmet“[6]
- 27. Juni 2009: Musikperformance in der Galerie Kränzl[7]
- 22. März 2010: Performance gegen S 21[8]
- 8. Juni 2010: Performance „Durchzügler“ im Innenraum der Universitätskirche in Marburg[9]
- 3. September 2010: „Z Unterwanderung“, 16-stündige Performance in Stuttgart[10]
- 9. Juni 2011: „Drachenbauen nicht Töten“ – Aktion mit Kindern[11]

## Kataloge
- Thomas Putze, Skulpturen Installationen Aktionen, Staatliche Akademie der Bildenden Künste Stuttgart 2004, ISBN 3-931485-65-X
- Thomas Putze, Installation, Katalog Kunstverein Trossingen e. V. (Hrsg.), 2005
- Thomas Putze, „Sauställe“, Katalog Kunstverein Oberer Neckar e. V. (Hrsg.), 2006
- Thomas Putze, „Verhundst“, Verlag Peter Tedden, Düsseldorf, 2009, ISBN 978-3-940985-10-1
- Thomas Putze, „oben ohne“, mit Annett Reckert, Booklet, Publikationen der Städtischen Galerie Delmenhorst, 2012, ISBN 978-3-9814150-3-2
- „Putze, alles“, Publikation zu den Ausstellungen in der Galerie Tobias Schrade, Ulm, Galerie Merkle, Stuttgart, und Galerie Peter Tedden, Düsseldorf, mit Texten von Helga Gutbrod und Michael Reuter. Stuttgart/Ulm/Düsseldorf 2012
- „Putze, dosiert“, Museum Biedermann, Donaueschingen. modo Verlag, Freiburg 2013
- Thomas Putze, HALS ÜBER KOPF, Galerie stern-wywiol, Verlag Robert Wenzel, Hamburg 2014, ISBN 978-3-9807275-8-7